# احیای فرهنگی در عهد آل بویه

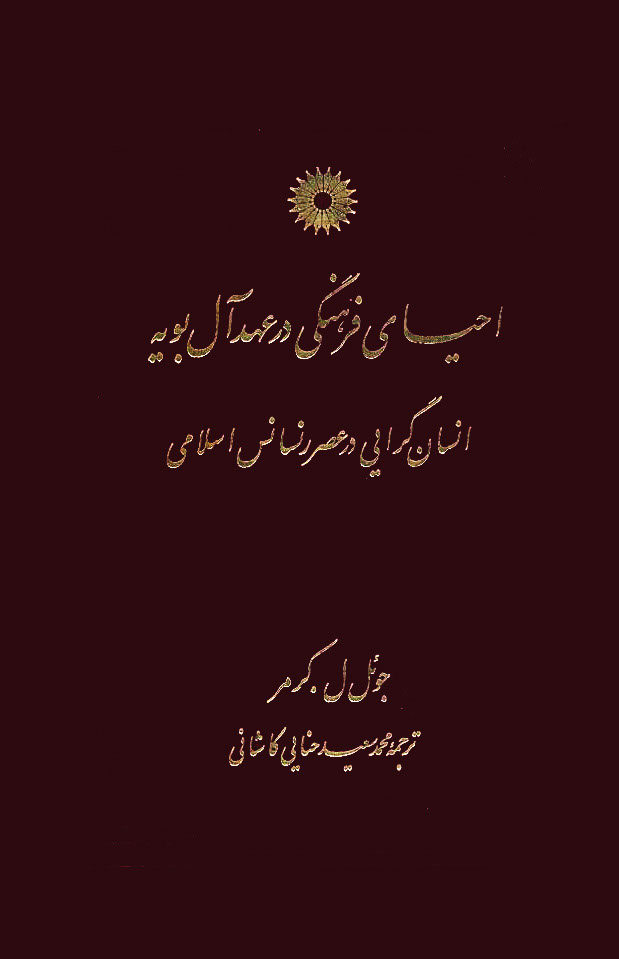
کتاب احیای فرهنگی در عهد آل بویه

کتاب احیای فرهنگی در عهد آل بویه تألیف جوئل. ل. کرمز، از جمله آثاری است که با موضوع تاریخ تشیع، رونق فکری و فرهنگی مراکز حکومتی آل بویه، به‌ویژه بغداد را مورد بررسی قرار داده‌است. این اثر با ترجمه شیوا و روان محمدسعید حنایی کاشانی منتشر شده‌است.
نویسنده کتاب می‌کوشد نشان دهد که در قرن چهارم رنسانسی در جهان اسلام، به ویژه ایران و عراق آن زمان و در دوران حکومت روشن اندیش آل بویه، صورت گرفت و این رنسانس از جهاتی به رنسانس‌های قرن دوازدهم و قرن پانزدهم در ایتالیا، شبیه بود. مؤلف در این کتاب می‌خواهد نشان دهد در عصر رنسانس اسلامی، شکوفایی فرهنگی جهان اسلام در دوران حکومت روشن‌اندیش آل بویه، کوششی آگاهانه برای جذب و انتقال میراث فکری یونان باستان وجود داشت.

## ساختار کتاب
کتاب با پیشگفتار مؤلف، مقدمه چاپ دوم، اختصارات، مقدمه اصلی و تفصیلی کتاب که نقطه‌نظرات مؤلف را در خود دارد، آغاز می‌شود و آنگاه در سه فصل مشتمل بر بخش‌هایی، مطالب ارائه شده‌است. در آخر هم خاتمه و نتیجه‌گیری گنجانده شده‌است. در آخر کتاب هم پیوستی تفصیلی با عنوان تحقیقی مقدماتی در باب رنسانس‌گرایی در عصر رنسانس اسلامی آمده که به نظر می‌رسد طرح اولیه و مقدماتی کتاب وی بوده‌است.
سرفصل‌های اصلی کتاب حاضر به شرح زیر است:
- مقدمه
- فصل اول: آرایش صحنه: آغاز عهد آل بویه
- فصل دوم: مکاتب، مجالس و انجمنها
- فصل سوم: بزرگان: دانشوران، ولی نعمتان و قدرتمندان
- خاتمه و نتیجه
- پیوست: تحقیق مقدماتی در باب انسان گرایی در عصر رنسانس اسلامی

## محتوا
فتوحات گسترده اسلامی و شکل‌گیری امپراطوری عظیمی که طیف وسیعی از گروه‌های مختلف قومی، نژادی، دینی و میراث‌های فرهنگی آنها را در بر می‌گرفت، به همراه طبیعت جهان‌گرایانه اسلام و نوعی تساهل موجود در بطن تعالیم آن، مقدمات پیدایش و تعالی تمدن اسلامی را فراهم کرد. این پیدایش و تعالی، فراز و نشیب‌های خاص خود را داشت و از چالش‌های درونی و بیرونی تأثیرپذیر بود، ولی به هر ترتیب مراحل خاص خود را طی کرد و در قرن سوم و چهارم هجری به اوج خود رسید. به‌ویژه در قرن چهارم نمودهای ویژه‌ای از خود نشان داد.
در این قرون روند تحولات فرهنگی به‌گونه‌ای است که می‌توان از آن با عنوان «رنسانس اسلامی» یاد کرد. این نوزایی اسلامی هرچند حالتی فراگیر داشت، اما صحنردانان اصلی آن حکومت‌های سامانی در مناطق شرقی ایران با رویکرد ادبی و تأکید بر زبان فارسی - و آل بویه در عراقین - با نگرشی جامع‌تر و رویکردی ادبی و فلسفی و انسان‌مدار بودند. آنچه در عهد حکومت بوئیان رخ داد از سوی جوئل. ل. کرمر در کتاب حاضر مورد بررسی قرار گرفته‌است. نویسنده در این کتاب سعی بر آن دارد که رونق فکری و فرهنگی مراکز حکومتی آل بویه، خاصه بغداد را با نگاهی جامعه‌شناختی نشان دهد و انسان‌گرایی ادبی و فلسفی خاصی را که در میان نخبگان متحقق شده بود به تصویر کشد. البته سعی اصلی مؤلف به تبیین چگونگی اخذ و جذب میراث یونانی که به نظر می‌رسد آن را اصولی جامع و از پیش پذیرفته‌شده دانسته، توسط دانش‌پژوهان مسلمان و سهم آن در این رنسانس فرهنگی اختصاص یافته و جای‌جای بر آن تأکید می‌کند.
در پیشگفتار کتاب، مؤلف پس از تشریح هدف تحقیق حاضر، شکوفایی فرهنگی جهان اسلام در دوران حکومت روشن‌اندیش آل بویه را کوشش آگاهانه‌ای برای جذب و انتقال میراث فکری یونان باستان و البته جذب و فهم این میراث از طرف اندیشمندان مسلمان دانسته‌است. در همین‌جا مقصود خود از رنسانس اسلامی را روشن کرده و آن را احیای معارف و ادب قدیم و البته شکوفایی آنها در مهد تمدن اسلامی‌دانسته نه رنسانسی خودجوش و نوزایی اصیل و قائم‌به‌ذات. به‌زعم نویسنده در نتیجه همین نوزایی، یک انسان‌گرایی فلسفی و در کنار آن انسان‌گرایی ادبی به وجود آمد که میراث علمی و فلسفی دوران باستان را وجهه نظر و آرمان فرهنگی و آموزشی خود قرار داده بود.
در فصل اول با عنوان «آرایش صحنه: آغاز عهد آل بویه»، تاریخ سیاسی این دودمان و چگونگی حیات سیاسی آنها در عصر تسلط بر عراق و دوران تعالی تمدن اسلامی بررسی شده‌است. مؤلف با تحلیلی جامعه‌شناختی، چگونگی برتری قدرت بوئیان بر دستگاه خلافت و سپس تعامل سیاسی آنها در جهت کنار آمدن با دستگاه خلیفه و نقشی که مذهب تشیع در این بین ایفا کرد را بررسی نموده‌است. بوئیان پس از تسلط بر عراق نظر به سنی بودن اکثریت جمعیت بغداد و سپاهیان خود مجبور بودند میان گرایش شیعی خود و فشار اهل سنت موازنه‌ای مناسب برقرار سازند. البته گرایش آل بویه به تشیع امامی تا حدی هم از سر سیاست بود و آنها را در اهدافشان یاری می‌کرد.
در فصل دوم با عنوان «مکاتب، مجالس و انجمن‌ها»، چگونگی فعالیت حلقه‌های مختلف علمی و فرهنگی در رنسانس اسلامی و نقش خاص شخصیت‌های اندیشمند و حلقه‌های فکری مربوط به آنها بررسی شده‌است. ابوزکریا یحیی بن عدی و مکتب خاص او، حسن بن سُوار بن خمّار، ابوعلی حسن بن سمح، ابوالحسن علی بن محمد بدیهی، از اندیشمندان بزرگ این عهد بودند که همگی اعضای مکتب ابن عدی محسوب می‌شوند. برخی از این افراد مسیحی و برخی مسلمانان اعضای حلقه وی بودند. مجلس ابوسلیمان سجستانی که با شرحی مبسوط معرفی شده و بعدها موضوع کتاب مستقلی با همین عنوان قرار گرفته، نقش خاص فلاسفه مسلمان در حیات فرهنگی این عهد را نشان می‌دهد. مجالس مربوط به اخوان الصفاء، مکتب ابوعبدالله بصری و مجلس وزیر معروف ابوعبدالله حسین بن احمد بن سعدان، از مباحث دیگر این فصل است که هرکدام با رویکردی انتقادی مورد بررسی قرار گرفته‌اند.
مؤلف در فصل سوم با عنوان «بزرگان، دانشوران، ولی‌نعمتان، قدرتمندان»، نقش برجسته شش شخصیت مشهور این زمان که هرکدام نقش مشخصی در نوزایی فرهنگی داشتند را بررسی می‌کند. علی بن محمد بن عباس ابوحیّان توحیدی (متوفی ۴۱۴ق) به‌عنوان کاتبی برجسته و انسان‌گرایی فعّال و درعین‌حال سرگردان در دربارهای مختلف، ابوعلی احمد بن محمد بن یعقوب بن مسکویه (متوفی ۴۲۱ق)، مورخ و فیلسوفی که نمود ویژه ندیمان این عصر است، ابوالحسن محمد عامری (متوفی ۳۸۱ق)، فیلسوفی که با گرایش صوفیانه، آموزه‌های خاصی ارائه کرده، از جمله شخصیت‌های مورد نظری هستند که رونق و تعالی فرهنگی این عصر تا حد زیادی مرهون همت و حمایت بی‌دریغ آنها بوده‌است. تمامی این افراد، ایرانی بودند که نشانگر سهم قابل توجه دانشوران ایرانی در رنسانس اسلامی است.
در خاتمه و نتیجه کتاب، مؤلف عنوان می‌کند که اگرچه از وضعیت فرهنگی که به شرح آن پرداخته، بیشتر رونق فرهنگی سرزمین‌های مرکزی جهان اسلام - عراق و غرب ایران - مد نظر بوده، اما این به معنای بی‌رونقی فرهنگی در دیگر نقاط جهان اسلام نیست. خراسان عصر سامانی، سیستان عهد بازماندگان صفاری، شام عهد حمدانی، مصر عهد فاطمی و اندلس عهد اموی هرکدام در این دوره تبلور فرهنگی خاص خود را داشتند و از آن روی در رنسانس اسلامی سهیم بودند.
تحقیق مقدماتی در باب انسان‌گرایی که به پیوست آمده و زمینه تألیف کتاب را فراهم کرده با رویکردی تاریخی، نظرات موافق و مخالف پیرامون چگونگی رنسانس اسلامی و نوع بهره‌گیری آن از میراث یونانی را بررسی کرده و آنگاه تحلیل و نتیجه‌گیری کرده‌است.